# Kahuna
Kahuna era o título que se dava no Havaí a um sacerdote, experiente, mestre ou conselheiro. Os nativos havaianos seguem usando esse termo nesse contexto. Um kahuna nui era um sumo sacerdote.

## Estatuto jurídico de Kahuna
Muitos mitos têm crescido ao redor de Kahuna. Uma é que Kahuna foram proibidos após que o homem branco chegou a Havaí. Aos efeitos desta discussão, é útil dividir Kahuna em 3 categorias: "embarcação" Kahuna, como Kalai wa'a, um fabricante de canoas de experientes, e ho'okele, um navegante experiente, "bruxos", incluindo Kahuna 'Ana 'Ana e os curandeiros. Kahuna Craft nunca foram proibidas, no entanto, durante a decadência da cultura Havaíana nativa e muitos morreram por não transmitir sua sabedoria aos novos estudantes. Por exemplo, quando o Hokule'a foi construído para ser navegado no Pacífico Sul para demonstrar a capacidade viajante dos antigos Havaíanos, mestre navegador Mau Piailug de Satawal chegou a Havaí para ensinar à navegação dos Havaíanos, já que não poucos Havaíanos se encontram que ainda tinha esse conhecimento. 
Diz-se com frequência que os missionários chegaram a Havaí em 1820 e fez Kahuna a práticas ilegais. Nos 100 anos após que os missionários chegaram, todas as práticas Kahuna foram legais até 1831, alguns foram ilegais até 1863, todos foram legais até 1887, a seguir, alguns ilegais até 1919. Desde 1919, todos têm sido legais, a excepção da bruxária que foi despenalizada em 1972. 
Os primeiros missionários cristãos chegaram em 1820. A pessoa mais poderosa da nação, Ka'ahumanu, não se converteram até 1825. Mas não foi até 11 anos depois chegaram os missionários que proclamou as leis contra a hula, o canto, 'awa (kava), e a religião de Hawái. (Kamakau, Chefes de Governo, p. 298-301) 
Como a cura e a bruxaria se baseia na oração aos deuses antigos, o Kahuna passou à clandestinidade durante os próximos 30 anos. Durante esse mesmo tempo, como consequência da alta taxa de mortalidade entre os Havaíanos de doenças introduzidas, alguns morreram antes de que fossem capazes de transmitir sua sabedoria. Mas muitos outros baixinho mantêm vivas as tradições das suas famílias. 
O Rei Kamehameha V chegou ao poder em 1863. Desprezava a lei e alenta o resurgimento das práticas indígenas. (CHAI) Kahuna Muitos dos que tinha sido a prática se acercou em silêncio. Em Maui, um grupo de oito Havaíanos fundou a "Ahahui A'au Lapa'au em 1866. Não eram só Kahuna, vários são também membros da Legislatura de Havaí. Entrevistou-se a veintiun Kahuna para compilar um recurso completo das orações e remédios para o registo legislativo. (Estas entrevistas têm sido reeditados no livro, há que esperar no desespero? Por Malcolm NAEA Chun.) 
Em resposta a esta e outras iniciativas, em 1868 a Legislatura criou uma Junta de Saúde de Havaí à licença Kahuna a'au lapa'au. Práticas Kahuna incluindo masaje lomilomi e a cura kahea a'au seguiu sendo legal nos próximos vinte anos. Mas ao ano seguinte, "bruxária" foi declarada ilegal, e seguiu sendo ilegal até 1972. [2] 
Ambos Kamehameha V e seu sucessor, o Rei Kalākaua, convidou a Kahuna chegar a Honolulu para compartilhar sua sabedoria. Compilou-se a história oral e escrito e documentado as orações, cantos, hulas, e os remédios para curas. Kalākaua convocou a grupos de Kahuna a consultar entre si para preservar seu património. Leste e muitos outros movimentos por Kalākaua indignou aos residentes cristãos. Em 1887 obrigou-se à "Bayonet Constituição" ao Rei. A Legislatura proibiu todas as práticas Kahuna, entre eles "a oração para curar", uma lei em vigor durante os próximos trinta e dois anos. 
Em 1919, a Legislatura aprovou uma lei, uma vez mais a concessão de licenças Kahuna a'au lapa'au à prática, e desde então tem sido legal para exercer a medicina a base de ervas. A Assembleia Legislativa derogou as leis contra a bruxária em 1972 (muito dantes de nativos do governo federal estadounidense Lei de Liberdades Religiosas de 1979) e desde então todas as formas de práticas são legais.
Em 2001, uma lei de concessão de licenças pôs-se em marcha, que permite aos praticantes nativos que ser certificados por Papa Onda Lokahi e os centros comunitários de saúde (não o Estado). Alguns se apresentaram para ser objeto de licença, enquanto outros se negam a participar no que vêem como um processo fundamentalmente ocidental. (CHAI) 
Enquanto tudo isto manobras legais tem estado sucedendo, muitos dos médicos tradicionais têm seguido a prática como eles e seus antepassados têm feito sempre.

## Outros usos externos ao Havaí
A utilização do termo referindo-se ao surf tem suas origens no filme Gidget (1959), na que 'The Big Kahuna', interpretado por Cliff Robertson, era o líder de um grupo de surfistas.  O termo se popularizou em produções cinematográficos chamados de Festa Praia ou Beach Party filmes dos anos sessenta como Beach Blanket Bingo, na que o Grande Kahuna ou "Big Kahuna" era o melhor surfista da praia. Finalmente, foi absorvido pela cultura surfista popular.